# Warner & Swasey Company

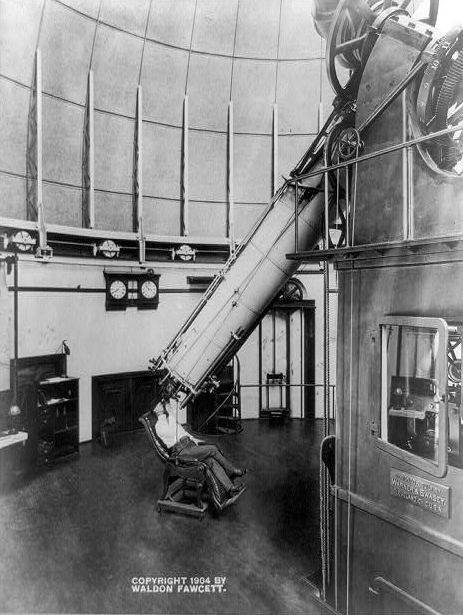
Telescopio refractor Warner & Swasey de 26 pulgadas, Observatorio Naval de los Estados Unidos, 1904. El nombre de Warner & Swasey es visible en la placa unida al soporte del telescopio en la parte inferior derecha.

La Warner & Swasey Company fue un fabricante estadounidense de máquinas herramienta, instrumentos de medición y maquinaria especial. Operó como una empresa independiente, basada en Cleveland, desde su fundación en 1880 hasta su venta en 1980. Fue fundada como una sociedad en 1880 por Worcester Reed Warner (1846-1929) y Ambrose Swasey (1846-1937). La compañía fue famosa por dos tipos generales de productos: telescopios para astronomía y tornos revólver. También produjo una gran cantidad de instrumental de trabajo, como equipos para observatorios astronómicos; e instrumentos militares (como telémetros o visores). Las características que unieron estas diversas líneas de negocio fueron la producción casi artesanal de su maquinaria y la cuidadosa fabricación de su instrumental, que a menudo se combinaban tecnológicamente. En las décadas posteriores a la Segunda Guerra Mundial, también entró en la industria de la maquinaria de construcción con la adquisición de la marca Gradall.

## Historia
Swasey y Warner se conocieron en 1866, cuando ambos eran aprendices en los Exeter Machine Works de Exeter (Nuevo Hampshire). Unos años después ingresaron en Pratt & Whitney Measurement Systems de Hartford, uno de los principales fabricantes de maquinaria de la época. Allí ambos fueron ascendiendo, con Warner a cargo de una planta de montaje y Swasey como capataz del departamento de torneado de engranajes. En esta época Swasey inventó la fresadora epicicloidal, capaz de mecanizar verdaderas curvas teóricas para el fresado de engranajes.
En 1880, Swasey y Warner se despidieron de Pratt & Whitney para comenzar un negocio de construcción de máquinas-herramienta por su cuenta. Sopesaron Chicago como lugar para construir sus talleres, pero finalmente consideraron que el Chicago de 1880 estaba demasiado lejos al oeste y carecía de una cantidad suficiente de mano de obra de maquinistas expertos. Así que se instalaron en Cleveland, donde su compañía permanecería durante el siglo siguiente. Trabajaron juntos durante 20 años sin un acuerdo corporativo formal, período durante el que los principales productos de su asociación fueron varios modelos de tornos y fresadoras. Desde el principio, los dos socios construyeron máquinas-herramienta y telescopios, lo que reflejó su interés tanto en fabricar herramientas como en la astronomía.
Después de casi 20 años de crecimiento exitoso, los socios se dieron cuenta de que su negocio crecía lo suficiente como para que se le diera una estructura corporativa formal, por lo que en 1900 lo reorganizaron bajo el nombre oficial de The Warner & Swasey Company.
Desde comienzos hasta mediados del siglo XX, la compañía fue muy conocida en la industria americana. Sus productos, tanto tornos revólver como instrumentos, desempeñaron papeles destacados en los esfuerzos bélicos durante las dos guerras mundiales. Warner & Swasey tomó parte en la transición a las máquinas herramienta de control numérico durante los años cincuenta a los setenta, pero al igual que muchos constructores de máquinas herramienta durante esas décadas, finalmente fue afectada por la ola de fusiones y adquisiciones que sacudió la industria estadounidense. Fue adquirida por la Bendix Corporation en 1980.

## Productos

### Telescopios

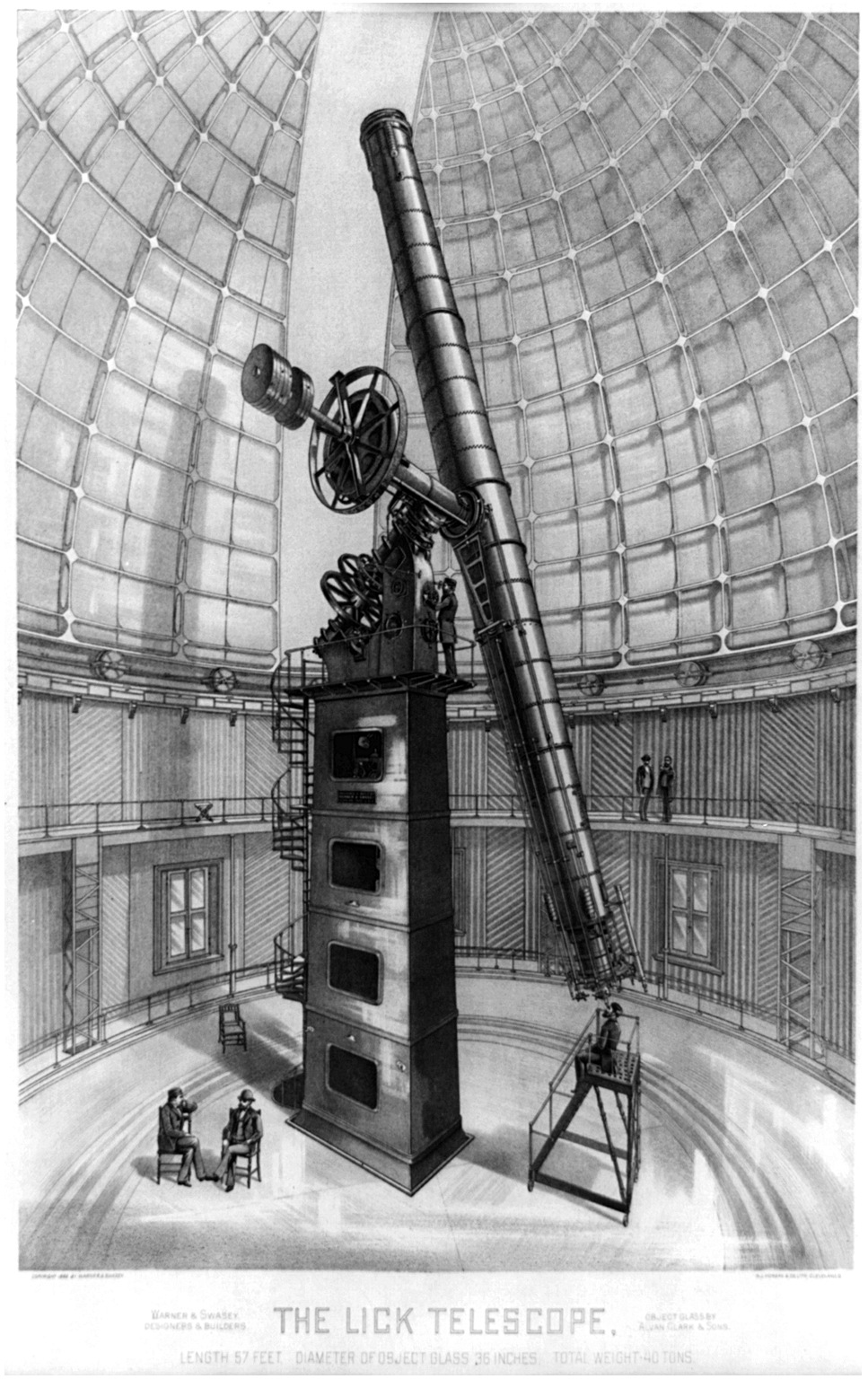
Warner & Swasey diseñó y construyó el telescopio refractor del Observatorio Lick, mostrado aquí en un dibujo de 1889. Alvan Clark & Sons fabricó las lentes del objetivo de 36 pulgadas.

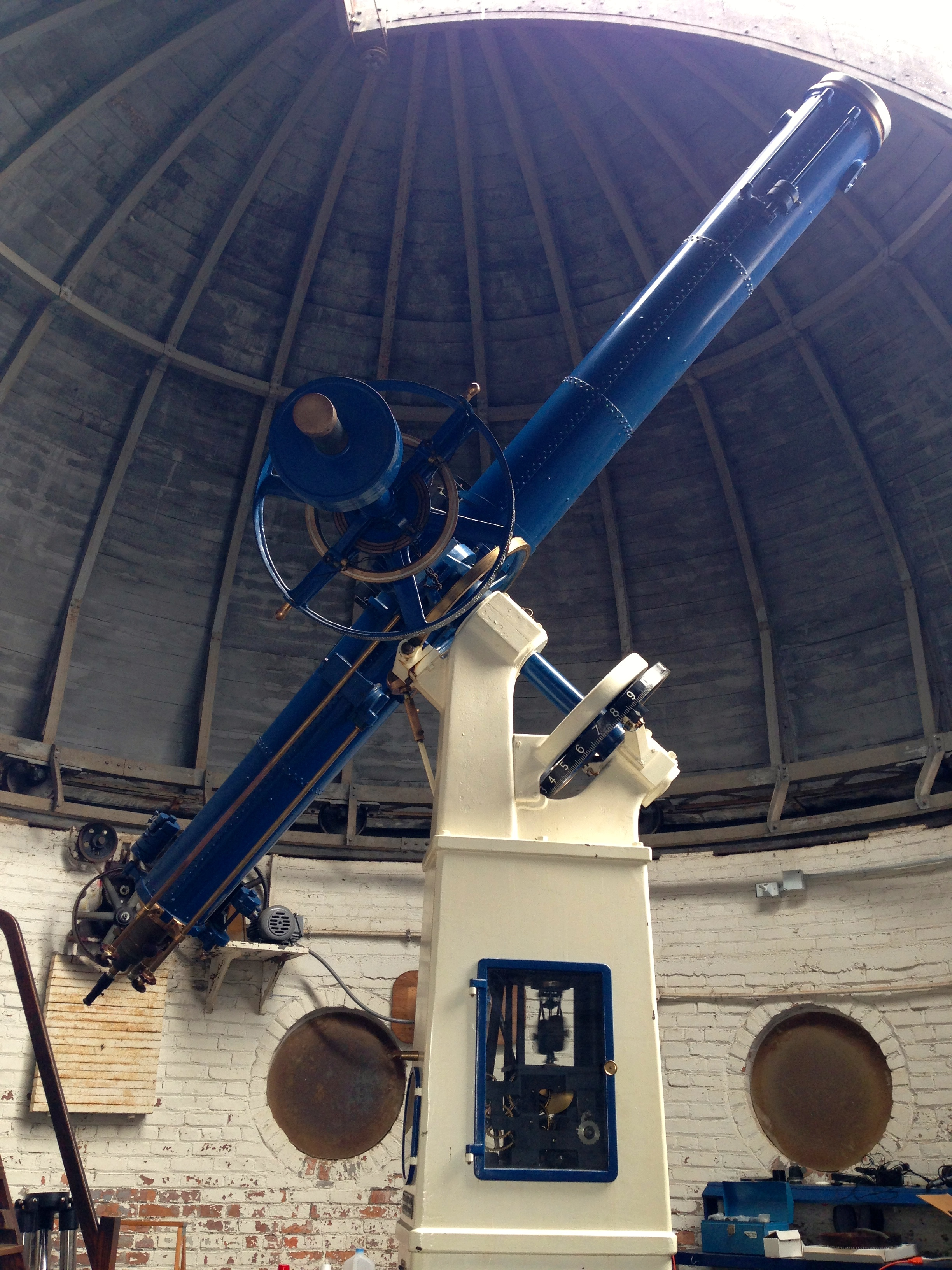
El Telescopio Irving Porter Church Memorial (construido en 1922) con su montura original Warner & Swasey. Las lentes del objetivo de 12 pulgadas fueron pulidas por Brashear Co.

El primer telescopio Warner & Swasey, construido en 1881, fue vendido al Beloit College para su nuevo Observatorio Smith. Tenía una lente de 9,5 pulgadas fabricada por Alvan Clark & Sons. Entre los instrumentos notables que la compañía construyó se encuentran los telescopios para el Observatorio Lick (1888, refractor de 36 pulgadas); para el Observatorio Naval de los Estados Unidos (1893); para el Observatorio Yerkes (de acuerdo con el libro del 50 aniversario,, este era un telescopio refractor de 40 pulgadas completado a tiempo para exhibirse en la Exposición Mundial Colombina de Chicago de 1893, aunque su instalación en Yerkes aparentemente fue en 1897); y para el Observatorio Astrofísico Dominion de Canadá (1916, reflector de 72 pulgadas). En 1919, los fundadores de la compañía donaron su observatorio privado situado en East Cleveland (Ohio) a la Universidad Case Western Reserve, dando origen al actual Observatorio Warner y Swasey.
El Libro Conmemorativo de los 50 años de la Compañía, describe el trabajo de construcción del telescopio gigante de la firma como algo no rentable en general, pero sí como una labor de amor tecnológico.

#### Lista de observatorios con telescopios Warner & Swasey
- Observatorio de Bosque Alegre, Universidad Nacional de Córdoba, Argentina
- Observatorio Crane, Universidad Washburn, EE. UU.
- Chabot Space & Science Center, Oakland (California), EE. UU.
- Observatorio Astrofísico Dominion, NRC, Canadá
- Observatorio Dudley, miSci, Schenectady, EE. UU.
- Durfee High School, Fall River, Massachusetts, Estados Unidos[10]
- Observatorio Fuertes (Telescopio Irving Porter Church Memorial), Universidad Cornell, EE. UU.
- Club de la astronomía de Hildene (telescopio Robert Todd Lincoln), Manchester (Vermont), EE. UU.
- Observatorio de James, Millsaps College, Jackson, Misisipi, EE. UU.
- Observatorio Kirkwood, Universidad de Indiana Bloomington, EE. UU.
- Observatorio Lee, Universidad Americana de Beirut, Líbano
- Observatorio Lick, Universidad de California, EE. UU.
- Observatorio McDonald (Telescopio Otto Struve), Universidad de Texas en Austin, EE. UU.
- Observatorio Moraine Farm (Refractor Col. Deeds, de 7 "), Coronel Deeds Homestead, actualmente propiedad del Kettering Health Network, Dayton Ohío, EE. UU.
- Observatorio Painter Hall, Universidad de Texas en Austin, EE. UU.
- Telescopio Perkins, Observatorio Lowell, EE. UU.
- Observatorio McKim, Universidad DePauw, EE. UU.
- Observatorio Ralph Mueller, Museo de Historia Natural de Cleveland, EE. UU.
- Observatorio Ritter, Universidad de Toledo (Ohío), EE. UU.
- Spacewatch, telescopio de 0.9 metros, Observatorio Nacional de Kitt Peak, Universidad de Arizona, USA
- Observatorio Swasey, Universidad Denison, EE. UU.
- Laboratorio Tate, Escuela de Física y Astronomía, Universidad de Minnesota, EE. UU.
- Observatorio Naval de los Estados Unidos (USNO), Armada de los Estados Unidos, EE. UU.
- Observatorio de la Universidad de Illinois, Urbana, Illinois, EE. UU.
- Observatorio Theodor Jacobsen, Universidad de Washington, EE. UU.
- Observatorio Warner y Swasey, Universidad Case Western Reserve, EE. UU.
- Observatorio Yerkes, Universidad de Chicago, EE. UU.

### Tornos revólver

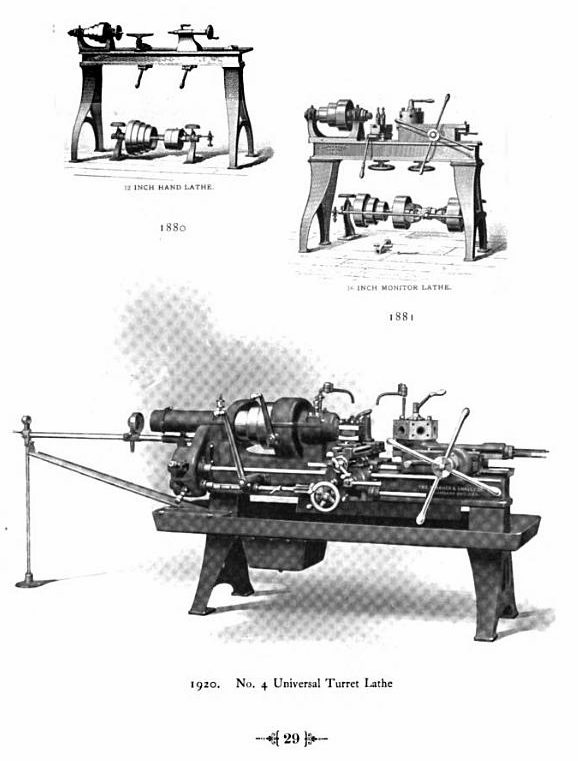
Una selección de modelos de torno revólver entre 1880 y 1920.

Warner & Swasey fue una de las primeras marcas en la comercialización de tornos revólver pesados entre los años 1910 y 1960. Sus principales competidores en este segmento de mercado eran Jones & Lamson (Springfield, Vermont, EE. UU.), Gisholt (Madison, Wisconsin, EE. UU.) y Alfred Herbert Ltd (Coventry).

### Instrumentos militares
Los contratos de instrumentos militares eran una importante línea de trabajo para la empresa. El gobierno de los EE. UU. comunicó a la compañía muchos problemas referentes a tales instrumentos durante la Guerra hispano-estadounidense (1898). Los instrumentos fabricados incluyeron "buscadores ópticos de varios tipos, telescopios para sistemas de tiro, telescopios para los comandantes de batería, otros tipos de telescopios y prismáticos". Durante la Primera Guerra Mundial, se produjeron tres tipos importantes de instrumentos: "miras telescópicas, puntos de mira de armas navales e instrumentos panorámicos".

### Construcción y Minería
En 1946, la Warner & Swasey Company adquirió los derechos de patente para fabricar la excavadora telescópica Gradall de los hermanos Ray y Koop Ferwerda con su empresa fabricante, la FWF Corporation, de Beachwood (Ohio). La Gradall, un tipo de máquina hidráulica, se convirtió en una rama de negocio del nuevo propietario, denominándose División Gradall con operaciones en Cleveland. En el año 1946, la Gradall fue la primera pala excavadora en producción diseñada y fabricada en los Estados Unidos. En julio de 1950, las operaciones de fabricación de Gradall se trasladaron a New Philadelphia (Ohio), donde continúa, en 2017, como Gradall Industries, Inc., un fabricante internacional de excavadoras de brazos telescópicos y maquinaria de mantenimiento industrial. Gradall Industries, Inc. es una unidad de negocio del Grupo Alamo de Sanguine, Texas.
La fundación de la División de Equipos de Construcción Warner & Swasey con cinco líneas de productos se inició en 1946 con el desarrollo de la primera generación de palas excavadoras; la GRADALL®. Esta máquina suponía una nueva tecnología para la industria y era altamente versátil y productiva para una gran variedad de trabajos. La compañía DUPLEX TRUCK® de Lansing, un fabricante de maquinaria pesada especializado de camiones, fue adquirida en 1955 para suministrar chasis de camión para la GRADALL y la futura línea de excavadoras y grúas de Warner & Swasey. En 1957 la Compañía buscó una mayor penetración en el mercado de excavadoras hidráulicas. Adquirió la Badger Machine Company de Winona (Minnesota), con sus seis modelos de pala excavadora HOPTO®, que complementaban los modelos Gradall. La Compañía adquirió en 1967 la Sargent Engineering Corporation de Fort Dodge (Iowa), fabricante de grúas hidráulicas. Sus seis modelos SARGENT HYDRA-TOWER® CRANE permitieron a la compañía abarcar otro gran segmento de la industria de la construcción utilizando maquinaria hidráulica. Ese mismo año, la Compañía se alió con una asociación canadiense de la industria del papel en la fabricación del ARBOMATIK®, una línea de equipos hidráulicos de tala y recogida de árboles. Gracias a la diversidad de la corporación en equipos de construcción hidráulica, la creciente popularidad y productividad de este tipo de máquinas hidráulicas produjo un fuerte crecimiento empresarial de la compañía Warner & Swasey de Cleveland, Ohio, durante los años de 1946 a 1977.

## Lecturas relacionadas
- Baracskay, Daniel; Rebar, Peter D. (2003), The rise and destruction of the Warner & Swasey Company: a concise case study and analysis, Mansfield, Ohio, USA: BookMasters, Inc., ISBN 978-0-9727196-8-1, OCLC 52803685..